# Deontostoma antarcticum
Deontostoma antarcticum is een rondwormensoort uit de familie van de Leptosomatidae. De wetenschappelijke naam van de soort is voor het eerst geldig gepubliceerd in 1892 door Linstow.